# Stilobezzia bizonata
Stilobezzia bizonata är en tvåvingeart som beskrevs av Tokunaga 1963. Stilobezzia bizonata ingår i släktet Stilobezzia och familjen svidknott. Inga underarter finns listade i Catalogue of Life.